# あかいくつ

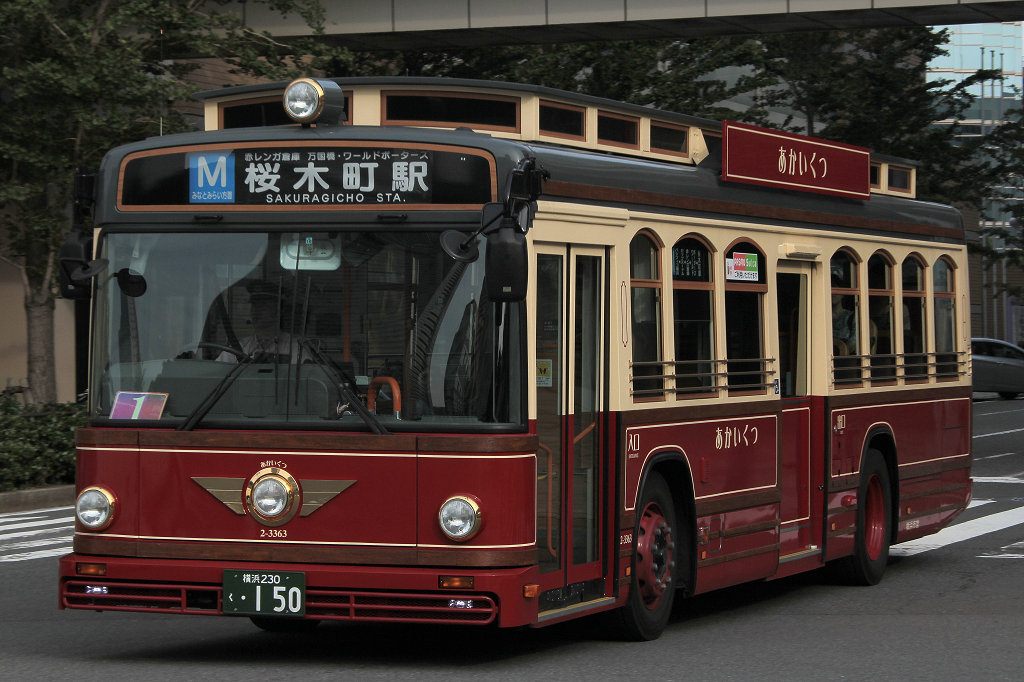
あかいくつ専用車両

あかいくつは、横浜市営バスが運行する横浜観光スポット周遊バス（路線バス）の路線愛称である。2005年3月28日より運行を開始した。横浜市営バス本牧営業所が運行を担当する。愛称は横浜港を舞台とした童謡「赤い靴」に由来する。

## 概要
横浜中心部の観光地を巡る路線バスとして、一般市民からの公募が行われ「あかいくつ」の愛称が決定した。「あかいくつ」の経路でもある山下公園には横浜の港から船に乗って旅立ったとされる「赤い靴はいてた女の子」像が設置されており、バス車内からも微かに見ることができる。
旅客向けには当初から愛称を用いて案内されているが、横浜市営バスの系統番号としては271系統である。
自動放送による丁寧な観光案内が行われる。この自動放送の観光案内については、本牧営業所職員と地元のボランティアガイドが協力して内容を検討したという。
「あかいくつ」乗務員の制服は、運行開始当初は専用のレトロ調デザインの制服が用意されていたが、のちに市営バスの制服にピンク色のシャツ（通常はブルー）を着用する形に変更された
運行開始以降、利便性を増すための経路変更を何度か行い、現在はA系統として、横浜赤レンガ倉庫、横浜中華街、港の見える丘公園、山下公園、大さん橋、横浜ハンマーヘッド（新港ふ頭旅客ターミナル）などを経由する。また、イベントなどで交通規制が行われる際は、経路変更と一部の停留所が休止されることがある。
利用客は増加しており、多客期には多数の積み残しが発生することもある。特に中型車での運行便は混雑する傾向にある。近年導入される専用車両は大型車となっている。

## 沿革
- 2005年（平成17年）3月28日：桜木町駅前 - 港の見える丘公園間で運行開始。
- 2008年（平成20年）
  - 11月9日：あかいくつ専用一日乗車券発売終了。
  - 11月10日：新高島地区を通るルートに変更。また、循環路線化され、港の見える丘公園を超えての乗車が可能になった。ICカード・一日乗車券が利用可能となる。
- 2009年（平成21年）
  - 4月28日：開国博Y150開催に伴い、桜木町駅前 - 赤レンガ倉庫間の直行便を運行開始。
  - 9月27日：開国博Y150終了。桜木町駅前 - 赤レンガ倉庫間の直行便を廃止
- 2012年（平成24年）7月20日：ルートを変更[5]。赤レンガ倉庫を先に系統を分断し、赤レンガ倉庫以北を循環するルートをM (Minatomirai) ルートに、赤レンガ倉庫以南を循環するルートをC (China town) ルートの2ルートとする。
- 2015年（平成27年）
  - 3月28日：運行開始10周年を迎える。
  - 5月30日：Mルート改訂。新たにみなとみらい駅前停留所新設、クイーンズスクエア前停留所をルートに追加[6]。
- 2016年（平成28年）10月1日：運賃を大人100円から220円に、小児50円から110円に改定。回数券、ファミリー環境一日乗車券、障害者割引制度の利用ができるようになった。
- 2018年（平成30年）3月31日 : ファミリー環境一日乗車券の取り扱いを終了[7]。
- 2020年（令和2年）
  - 4月8日：新型コロナウイルス感染症 (COVID-19) の影響で緊急事態宣言が神奈川県に発令されたことを受けて5月31日まで運休。6月1日よりMルート・Cルート共に平日ダイヤで運行再開[8]。
  - 7月23日：連節バス（ベイサイド・ブルー）が新たに導入されたことを機にみなとみらい地区の路線再編が行われ、MルートはS系統及び新設のベイサイド・ブルーに統合する形で廃止、Cルートは前日廃止のぶらり赤レンガバス（A系統）を引き継ぐ形でAルートとなり、停留所およびルートの見直しがされた。

- 2023年（令和5年）
  - 4月3日：前日を以て廃止となった、ピアラインの一部を引き継ぐ形で、朝夕に桜木町駅前 - ハンマーヘッド間の区間便を新設。

## 運賃・乗車券類
- 運賃は横浜市営バスの一般路線と同様で、大人220円・小人110円（IC運賃も同額）の均一料金である[9]。2016年9月までは大人100円・小人50円の均一運賃であったが、財政上の都合により一般路線と同一運賃へ改定された。
- 交通系ICカード（PASMO・Suica等）が利用可能[9]。
- 市営バス一日乗車券、市営バス地下鉄共通一日乗車券、市営バス回数券が利用可能[9]。
- みなとぶらりチケット、みなとぶらりチケットワイド、みなとみらいぶらりチケット（相鉄）、横浜1Dayきっぷ（京急）が利用可能[9]。
- 市営バス全線定期券や横浜市が発行する敬老・福祉特別乗車証では乗車できない[9]。

## 現行路線
| ルート名 | 運行区間 |
| -------- | --- |
| Aルート  | 桜木町駅前 → 馬車道駅前 → 万国橋・ワールドポーターズ前 → ハンマーヘッド（新港ふ頭旅客ターミナル） → 赤レンガ倉庫・マリン＆ウォーク → 日本大通り駅県庁前 → 中華街（朝陽門） → 元町入口 → 港の見える丘公園 → 元町入口 → マリンタワー前 → 山下公園前 → 大さん橋客船ターミナル → 赤レンガ倉庫前 → ハンマーヘッド → 万国橋・ワールドポーターズ前 → 馬車道駅前 → 桜木町駅 |

2020年7月23日からのルート。桜木町駅発着の循環便であり、区間便は存在しない。また、一方向のみの循環運転である。
今までのCルートとほぼ同じ運行形態だが「ぶらり観光SAN路線」のAルート廃止に伴い、分かりやすさと便宜上の観点から「あかいくつ」の頭文字を取り「Aルート」としたものと考えられる。
Aルートは赤レンガ倉庫・日本大通り・中華街地区・山下公園・港の見える丘公園などを循環するルートで、平日・土休日ともに10時から17時台まで30分おき（桜木町駅前、毎時08分及び38分発）で運行される。
| No.  | 運行区間                                                                                                |
| ---- | --- |
| 271M | 桜木町駅前（市役所口）- 桜木町駅前 - 万国橋・ワールドポーターズ前 - ワールドポーターズ - ハンマーヘッド |
| 271N | 桜木町駅前 - 万国橋・ワールドポーターズ前 - ワールドポーターズ - ハンマーヘッド                         |
| 271O | 桜木町駅前（市役所口）- 桜木町駅前 - 万国橋・ワールドポーターズ前 - ハンマーヘッド                      |
| 271P | 桜木町駅前 - 万国橋・ワールドポーターズ前 - ハンマーヘッド                                              |

2023年4月3日より運行を開始したルート。（ワールドポーターズ経由は2023年10月1日より）
廃止のピアラインのルートを朝夕のみ引き継いで運行している。従来のあかいくつと同様、市営バス定期券や横浜市敬老福祉乗車券などの利用はできない。
運行車両もあかいくつ専用車両が使われるが、方向幕が通常の「黒地に白地」ではなく「白地に黒字」の、一般路線の方向幕に近しいものとなっている。

## 廃止路線

### 2005年3月28日から2008年11月9日まで
| 運行区間 |
| --- |
| 桜木町駅 → 美術の広場前 → クイーンズスクエア → 展示ホール → パシフィコ横浜 → ワールドポーターズ → 赤レンガ倉庫 → 日本大通り → 中華街 → 元町入口 → 港の見える丘公園                  |
| 港の見える丘公園 → 元町入口 → マリンタワー前 → 山下公園前 → 大桟橋 → 赤レンガ倉庫 → ワールドポーターズ → 展示ホール → パシフィコ横浜 → クイーンズスクエア → 美術の広場前 → 桜木町駅 |

開業当初のルート。桜木町駅 - 港の見える丘公園間の往復運行となっており、港の見える丘公園を超えての継続乗車は不可能であった。
また、元町入口 - 赤レンガ倉庫間で往路と復路で経路が異なっており、港の見える丘公園行の便は中華街経由、桜木町駅行の便は山下公園前経由で運行されていた。
2015年4月4日にこのルートが復活運行された。

### 2008年11月10日から2012年7月19日まで
| 運行区間 |
| --- |
| 桜木町駅 → アンパンマンミュージアム入口 → 新高島駅 → マリノスタウン → 展示ホール → パシフィコ横浜 → ワールドポーターズ → 赤レンガ倉庫 → 新県庁前 → 日本大通り → 中華街 → 元町入口 → 港の見える丘公園 → 元町入口 → マリンタワー → 山下公園→ 大桟橋 → 大さん橋客船ターミナル → 新県庁前→ 馬車道駅 → 桜木町駅 |

2008年11月10日に行われた経路変更以降のルート。新高島地区に開業したアンパンマンミュージアムやマリノスタウンを経由するルートに変更となったほか、桜木町駅発着の循環路線になったことにより、港の見える丘公園を超えての継続乗車が可能となった。

### 桜木町駅 - 赤レンガ倉庫 直行便
| 運行区間                |
| ----------------------- |
| 桜木町駅 - 赤レンガ倉庫 |

Y150開国博開催期間中のみ運行された直行便。開国博終了と同時に運行終了となった。

### 2012年7月20日から2020年7月22日まで
| ルート名         | 運行区間 |
| ---------------- | --- |
| Cルート          | 桜木町駅→ 横浜市役所 → 馬車道駅 → 万国橋・ワールドポーターズ前 → 赤レンガ倉庫 →新県庁前（横浜三塔）→ 日本大通り → 中華街（朝陽門） → 元町入口 → 港の見える丘公園 → 元町入口 → マリンタワー前 → 山下公園 → 大桟橋（入口）→ 大さん橋客船ターミナル → 赤レンガ倉庫 → 万国橋・ワールドポーターズ前 → 馬車道駅 → 横浜市役所 → 桜木町駅 |
| Mルート          | 桜木町駅→ ぴあアリーナMM → アンパンマンミュージアム入口 → 新高島駅 → とちのき通り → 展示ホール → パシフィコ横浜 → 国際橋・カップヌードルミュージアム前 → 赤レンガ倉庫 → 万国橋・ワールドポーターズ前 → 馬車道駅 → 横浜市役所 → 桜木町駅                                                                                           |
| Cルート(臨時便①) | 桜木町駅→横浜市役所→馬車道駅→万国橋・ワールドポーターズ前→赤レンガ倉庫 |
| Cルート(臨時便②) | 桜木町駅→横浜市役所→馬車道駅→万国橋・ワールドポーターズ前→赤レンガ倉庫→新県庁前 (横浜三塔)→日本大通り→中華街 (朝陽門) |

2012年7月20日からのルート。Cルート、Mルート共に桜木町駅発着の循環便であり、臨時便を除いて区間便は存在しない。また、一方向のみの循環運転である。
Cルートの「C」は中華街（Chinatown）から、Mルートの「M」はみなとみらい（Minatomirai）からそれぞれ取られていた。
Cルートは赤レンガ倉庫以南の日本大通り・中華街地区・山下公園・港の見える丘公園などを循環するルートで、平日は10時から19時台まで16分〜20分おき、土休日は10時から20時台まで10〜15分おきに運行されていた。
一方Mルートは赤レンガ倉庫以北の横浜アンパンマンこどもミュージアムやワールドポーターズ、カップヌードルミュージアムなどを循環するルートで、平日は10時から18時台まで55分〜72分おき、土休日は10時から19時台まで60分おきに運行されていた。
ゴールデンウィークや夏休み期間中の多客期には臨時便が運行されることがある。Cルートの桜木町駅→赤レンガ倉庫と桜木町駅→中華街の区間便がそれぞれ１本運行される。あかいくつ専用車両にはこれら区間便の方向幕の表示がなく、台数が限られることから原則として一般車両またはあかいくつラッピングのエアロスターで運行していたが、2018年度末に増車され、方向幕が更新されたことによりあかいくつ専用車両でも運行されていた。

## 車両
原則として、東京特殊車体でレトロ調に改造を施された「あかいくつ」専用車両で運行される。専用車両はあかいくつ以外の路線には使用されない。行先表示器は、2018年度導入車までが方向幕式、2023年度導入車からはフルカラーLEDとなった。
専用車両は、開業当初は2004年度に導入された日野・レインボーHRの9m車（PB-HR7JHAE改・4-3772号車から4-3776号車）を使用していたが、2008年度には日野・レインボーHRの10.5m車（BDG-HR7JPBE改・8-3905号車）を導入した。2012年度には初の大型車となる日野・ブルーリボンII（KV234L3改・2-3363号車）を導入し、2016年度、2018年度にも大型車の日野・ブルーリボン（KV290N1・6-3499，8-3512号車）を導入した。2023年度には、初のハイブリッド車両となる日野・ブルーリボンハイブリッド（HL2ANBP・3-3567，3-3568号車）を導入した。
車内の内装は「港ヨコハマ」をイメージした木目のレトロ調で、ステップは赤レンガ倉庫をモチーフとしたレンガ模様となっており、ナンバーは横浜港開港150周年を記念して全車が「横浜23* x・150」に統一されている。一部車両には運転席上に「船舶の鐘」が設置されている。また、あかいくつ専用車は全車両、緊急時救急箱（救急キット）を搭載している。
繁忙期の応援運行や故障時などには、予備車の「あかいくつ」ラッピングの三菱ふそう・エアロスター、または本牧営業所の一般路線車を使用することもあり、その際は「あかいくつ」のステッカーを前面と側面に貼付して運行する。

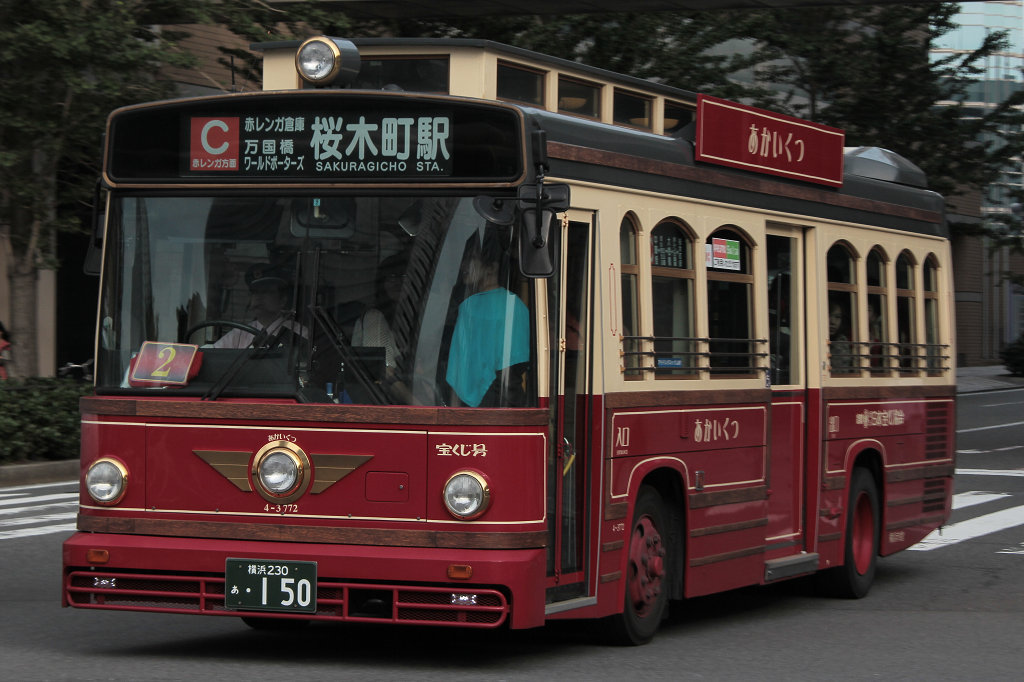
開業時の初代車両 日野・レインボーHR（9m車） 4-3772号車
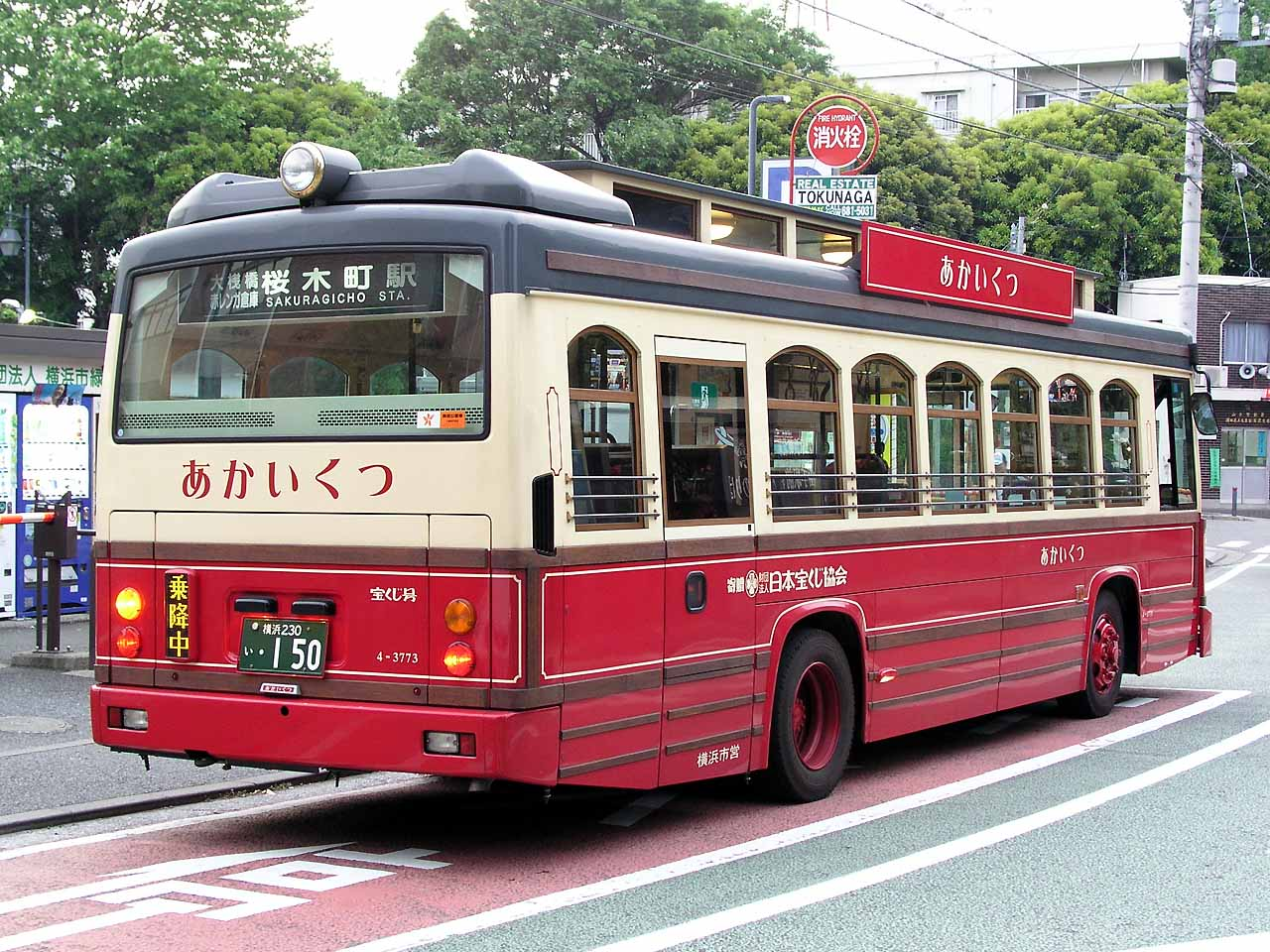
開業時の初代車両 日野・レインボーHR（9m車） 4-3773号車
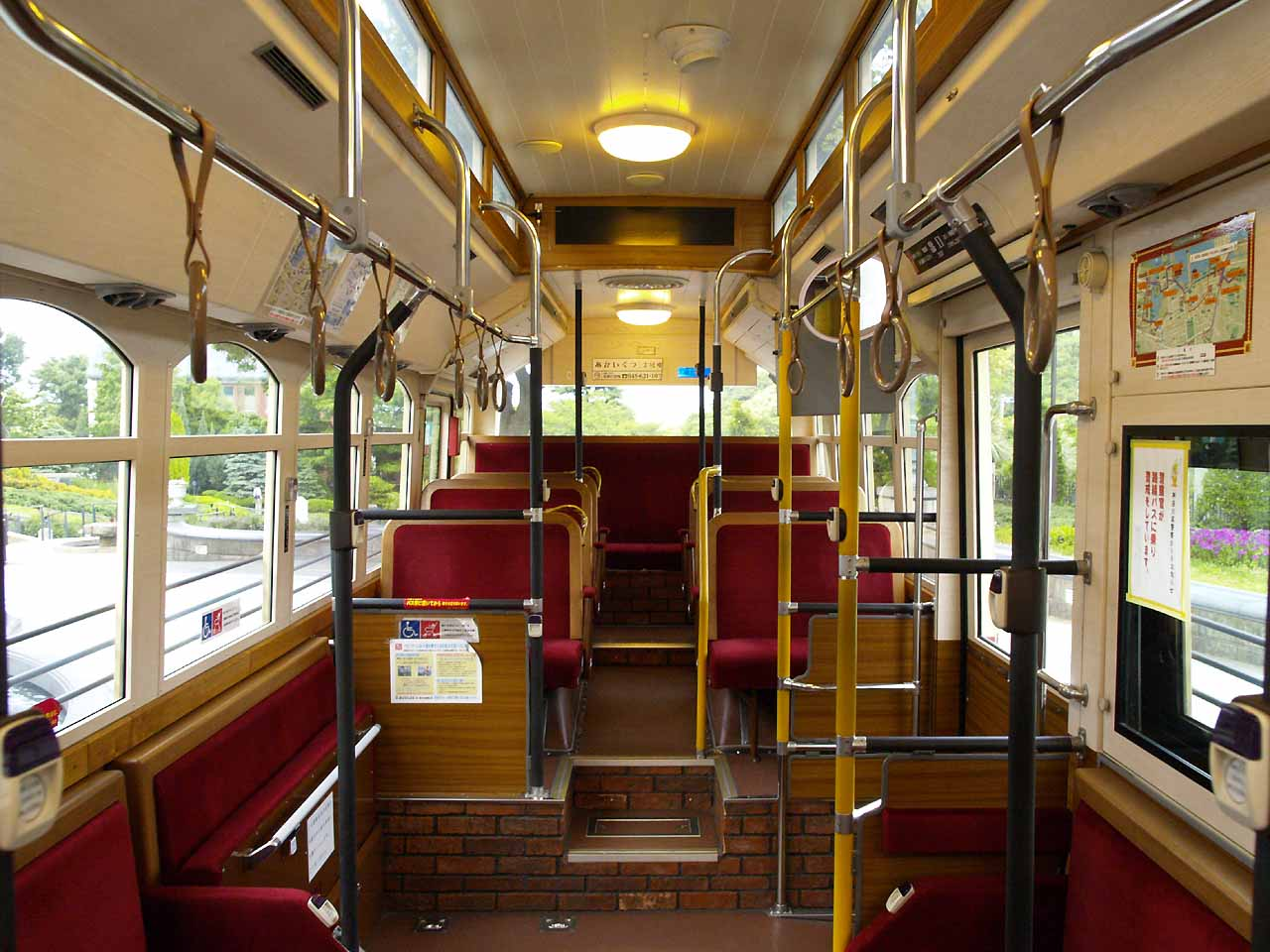
開業時の初代車両 日野・レインボーHR（9m車） 4-3773号車の車内
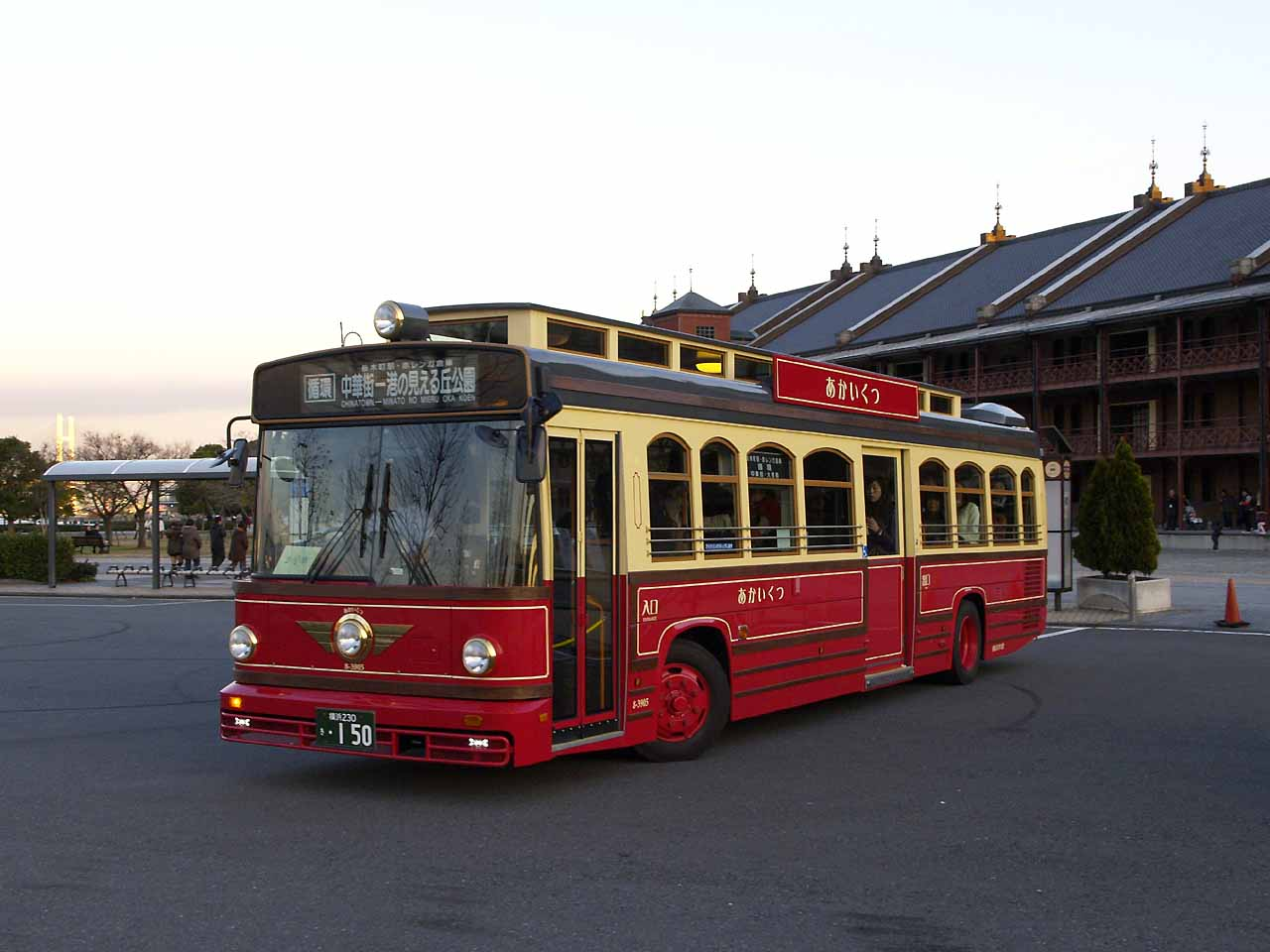
2008年の増備車 日野・レインボーHR（10.5m車） 8-3905号車
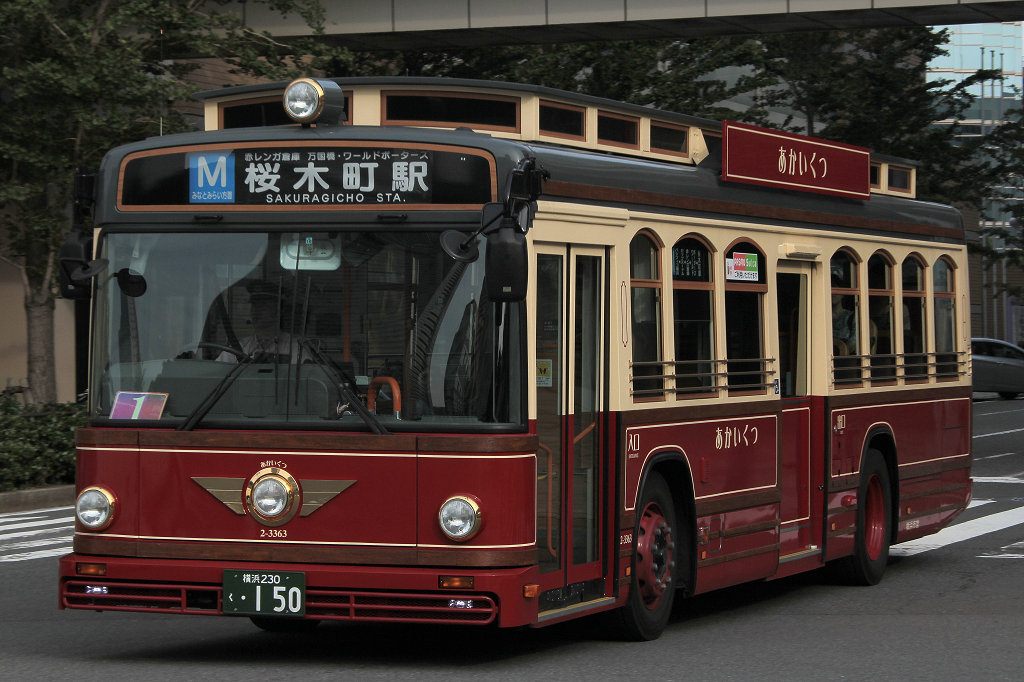
2012年の増備車 日野・ブルーリボンII（大型車） 2-3363号車

## タイアップ商品
- 観光路線として土産物用にタイアップ商品が発売されている。オリジナルチョロQや、沿線の横浜中華街にある重慶飯店が「あかいくつ」型バス缶に中華風アーモンドクッキーを詰めた「あかいくつバス缶入り杏仁酥（アンニンス）」[12]などが販売されている。